# Літо літаючих тарілок
«Літо літаючих тарілок» (Summer of the Flying Saucer) — ірландський науково-фантастичний сімейний фільм 2008 року. Режисер — Мартін Даффі.

## Про фільм
Ірландія 1967 року. Літаюча тарілка, повна прибульців, приземляється на ферму Дена.
Ден закохується в іншопланетну дівчину та намагається зробити все можливе, аби усі повірили, що вона та інші прибульці — люди.
Ден буде змушений зробити остаточний вибір — між родиною і друзями, з одного боку — та коханням до Дженіс.

## Знімались
| Актор         | Роль            |
| ------------- | --------------- |
| Роберт Шіен   | Денні           |
| Лоркан Краніч | Сіаран          |
| Нікола Кохлан | Яніс            |
| Єнс Вінтер    | високий чоловік |
| Г'ю О'Конор   | отець Берк      |
| Лалор Родді   | Гарда Ройл      |